# Lumina palidă a durerii
Lumina palidă a durerii este un film românesc din 1980 regizat de Iulian Mihu. Rolurile principale au fost interpretate de actorii Liliana Tudor, Gheorghe Marin, Violeta Andrei, Florina Luican și Siegfried Siegmund. A câștigat Diploma Specială la Festivalul Internațional de Film de la Moscova (a 12-a ediție).

## Rezumat
Acțiunea filmului are loc în anul 1913 înainte de Primul Război Mondial, într-un sat de lângă Buzău.

## Distribuție
- Liliana Tudor — Lina, țărancă tânără și frumoasă
- Gheorghe Marin — Ionică, ful învățătorului
- Violeta Andrei — Florența, soția învățătorului, bolnavă de tuberculoză
- Florina Luican — Marița, tânăra văduvă care ară pământul în ziua de Florii
- Siegfried Siegmund — Nicolae Paramon, învățătorul satului, mobilizat la război (menționat Siegfrid Siegmund)
- Emanoil Petruț — Petre, preotul satului, care-i șantajează pe enoriași pentru a plăti dania către biserică
- Florin Băbău
- Andrei Finți — călugărul tânăr Atanasie, care o iubește pe Lina
- Mária Bodor — preoteasa (menționată Maria Bodor)
- Ana Stoica
- Ioana Popescu
- Alida Colceag
- Alexandru Racoviceanu — Muran, morarul și cârciumarul satului
- Ruxandra Macovescu
- Gerhard Kwanka — Hans Dietrich, militarul german care ocupă satul și omoară câinii
- Coca Enescu — prietena preotesei
- Gheorghe Bedivan
- Gheorghe Novac — Dumitru Bănică, țăranul care știe limba germană
- Andrei Șonea — Tilică, gornistul satului
- Savel Știopul — călugărul bătrân Iosaf
- Geo Saizescu — Fotache, directorul exploatării petroliere
- Maria Negoiță — dada Ana, bătrâna aflată pe moarte (nemenționată)
- Eugenia Șonea — Savasta, bătrâna care o veghează pe Ana (nemenționată)
- Constantin Vârtejan — Tudor Mușat, țăran bătrân (nemenționat)
- Catinca Ralea — nevasta lui Muran, care-și iubește pământurile (nemenționată)
- Eugen Popescu — șeful postului de jandarmi (nemenționat)
- Marietta Rareș — Tudora, bătrâna care-i spune povești lui Ionică (nemenționată)
- Flavius Constantinescu (nemenționat)
- Rodica Mureșan (nemenționată)
- Vasile Popa — muncitor la sondele de petrol (nemenționat)

### Dublaj de voce
- Catrinel Dumitrescu — Lina
- Adrian Pintea — Ionică
- George Oancea — Nicolae Paramon[2]
- Tamara Buciuceanu — preoteasa
- Petre Gheorghiu — Muran
- Jana Gorea — prietena preotesei
- Corado Negreanu — Tudor Mușat
- Chiril Economu — Tilică
- Marga Anghelescu — Ana
- Telly Barbu — Savasta

## Vezi și
- Listă de filme românești despre Primul Război Mondial